# RINGSTARS
RINGSTARS（リングスターズ）は、イズミリングが発行、源流社が発売する女子プロレス専門誌。

## 歴史
この雑誌の源流は日本スポーツ出版社発行『女の戦争』である。この雑誌は『ゴング格闘技』スタッフによる女子プロレス、女子格闘技を扱う専門誌として1993年に創刊。不定期で3号まで発売された。
1995年12月に『週刊ゴング』の増刊号『Lady'sゴング（レディース・ゴング）』として女子プロレスに特化される。「月に1冊の女子プロレス専門誌デビュー」の触れ込みで、ソニー・マガジンズの『女子プロレスグランプリ』と入れ替わるように創刊された。
しかし、2007年に発行元社長である前田大作が逮捕される不祥事のため、『週刊ゴング』などと同様に3月を以って休刊を余儀なくされた。
その後、『週刊ゴング』の後継誌の一つである『Gリング』と同じく、LGC制作編集の元で大都社により後継誌が発行されることになった。雑誌名は『LADYS RING（レディース・リング）』で『月刊ファンロード』の増刊号扱いとなる。6月17日にフリーペーパー、8月15日にVol.0として発売し、11月24日正式に創刊。
2008年2月15日には鹿砦社より『紙の爆弾』増刊号扱いで『LADYRIN SPECIAL（レディリン・スペシャル）』として発売された。『LADYS RING』のリニューアルを謳っていたものの、1号限りで実質終了。『LADYS RING』に戻る。
11月11日発売号より誌名を『LADYS RING』から『RINGSTARS（リングスターズ）』に変更。ただし、モバイルサイトは2010年9月まで『LADYS RING mobile』のままとなる。全日本女子プロレスのプログラム『リングスター』から松永高司元会長の許可を得て、名称を継承した。だが、2009年に『月刊ファンロード』が休刊となったため、『RINGSTARS』も3月12日発売号を最後に休刊。
その後、編集長である泉井弘之介が新たな編集元としてイズミリングを設立。5月3日から発売中止号の穴を埋めるようにイベント会場での販売及び通販が主となる『RINGSTARSプラス』を3号連続発売した後、7月26日発売号で再開される。現在は源流社が発売。発行元の変更に伴い、ロゴもリニューアルされた。Vol.6（2010年2月）からは不定期発売。Vol.5からは「ツヨカワFILE」と題した毎号女子格闘家を特集する連載も開始された。
2016年に「LADYS RING SPECIAL」としてイズミリングからの自費出版の形で復刊。2018年に表紙の題号は「LADYRIN」に改題している。またウェブニュースサイトは2017年までにリアルクロスの運営に変更された。2020年12月にはアリナメディアホールディングスからグラビアムック「LADYRIN PLUS」を発売。

## RINGSTARS主催興行
旧Lady'sゴング時代より女子プロレス興行を開催している。
第1回は2006年7月2日に新宿FACEで創刊10周年を記念して「レディゴンまつり」として開催。
Lady'sリングとして再創刊を控えた2007年8月4日に「LADYS RINGまつり」を新木場1stRINGで開催。
RINGSTARSにリニューアル後の2009年10月11日にも「RINGSTARS秋まつり」を新宿FACEで開催。
2010年3月21日には通算100号を記念して「RINGSTARS春まつり」を大阪世界館で開催。
興行では団体、世代の枠を越えた女子プロレスの試合を始め、POK（尻相撲）タイトルマッチやミゼットプロレスなどバラエティ豊かなプログラムが組み込まれている。
その他、RINGSTARS名義の元、不定期での興行も開催している。

## RINGSTARS女子プロレス大賞
Lady'sゴング時代から行われている年間表彰制度。元々は1983年に全日本女子プロレスによって創設された「全日本女子プロレス大賞」であった。創設当時全女しかなかった国内女子プロレス団体もその後、ジャパン女子プロレス旗揚げを経て、JWP女子プロレス、LLPW（現：LLPW-X）に分裂。FMWの女子参入に伴う対抗戦ブームの到来に合わせ1993年に他団体所属選手も対象とした。さらにGAEA JAPAN（現在は解散）も旗揚げされ、加えて全女自体が経営破綻したため1996年を最後に全日本女子プロレス制定の賞は終了。1997年よりそれをLady'sゴングが引き継いだ。プロレス大賞（東京スポーツ）、日刊バトル大賞（日刊スポーツ）など他のプロレス賞とは違い、1月1日から12月31日までを対象期間に設定しており、年明け最初の誌面にて発表される。

### 表彰される賞
- MVP
- ベストシングルバウト賞
- ベストタッグバウト賞
- ベストチーム賞
- 殊勲賞
- 敢闘賞
- 技能賞
- 新人賞
- 最優秀興行賞
- 入場パフォーマンス賞
- マイクアピール賞
- 衣装賞
- モストインパクト賞
- 特別賞

### 歴代MVP
| 回                             | 年   | 受賞者     | 所属             |
| ------------------------------ | ---- | ---------- | ---------------- |
| レディゴン制定女子プロレス大賞 |      |            |                  |
| 1                              | 1997 |            |                  |
| 2                              | 1998 |            |                  |
| 3                              | 1999 |            |                  |
| 4                              | 2000 |            |                  |
| 5                              | 2001 |            |                  |
| 6                              | 2002 |            |                  |
| 7                              | 2003 |            |                  |
| 8                              | 2004 |            |                  |
| 9                              | 2005 | 吉田万里子 | エスオベーション |
| 10                             | 2006 | 木村響子   | フリー           |
| LADYRIN女子プロレス大賞        |      |            |                  |
| 11                             | 2007 | 日向あずみ | JWP女子プロレス  |
| RINGSTARS女子プロレス大賞      |      |            |                  |
| 12                             | 2008 | 高橋奈苗   | フリー           |
| 13                             | 2009 | さくらえみ | アイスリボン     |
| 14                             | 2010 |            |                  |

## レディゴン殿堂
Lady'sゴング時代の2006年に創設された女子プロレスラーを表彰する制度。
- チャパリータASARI（NEO殿堂にも表彰）
- 玉田凛映
- 府川唯未
- 未来